# Achalaite
L'achalaite è un minerale.
Il nome è in onore della località argentina di Pampa de Achala, situata nella Provincia di Córdoba, dove sono stati rinvenuti esemplari di minerali affini.
Il minerale è approvato dall'IMA con la sigla 2013-103.

## Pubblicazioni
- CNMNC Newsletter, 19 (2014) - Mineralogical Magazine, n.78, pag.165[3]